# Patiála
Patiála (paňdžábsky ਪਟਿਆਲਾ) je město v Paňdžábu, jednom ze svazových států Indie. K roku 2011 měla přes 405 tisíc obyvatel.

## Poloha
Patiála leží v jihovýchodní části Paňdžábu ve stepní oblasti. Potýká se s nedostatkem vody.

## Dějiny
Patiála byla založena v roce 1763 a až do roku 1956 byla hlavním městem stejnojmenného knížecího státu. V letech 1948–1956 byla navíc hlavním městem Unie Patiály a východopaňdžábských států.

### Rodáci
- Rákeš Šarma (* 1949), kosmonaut